# Неос Зигос
Неос Зигос (на гръцки: Νέος Ζυγός) със старо име: Просфигес (Πρόσφυγες, тоест бежанци) е село в Гърция, в дем Кавала, област Източна Македония и Тракия. Населението му е 365 души (2021).

## География
Селото е разположено на около 6 километра северно от демовия център Кавала.